# Джеймс Пюрфой
Джеймс Пюърфой (на английски: James Purefoy) е английски театрален и филмов актьор, номиниран за награда „Сатурн“. Известни продукции с негово участие са филмите „Като рицарите“, „Заразно зло“, „Соломон Кейн“, „Джон Картър“, сериалите „Рим“, „Камелот“, „Последователите“ и други.

## Биография
Джеймс Пюърфой е роден на 3 юни 1964 г. в Тоунтън, Англия. Пюърфой е женен за историчката Джесика Адамс. Двамата имат дъщеря на име Роуз.

## Частична филмография
Кино
- 1999 – „Менсфилд парк“ (Mansfield Park)
- 1999 – „Жените говорят мръсотии“ (Women Talking Dirty)
- 2001 – „Като рицарите“ (A Knight's Tale)
- 2002 – „Заразно зло“ (Resident Evil)
- 2004 – „Джордж и последният дракон“ (George and the Dragon)
- 2004 – „Панаир на суетата“ (Vanity Fair)
- 2009 – „Соломон Кейн“ (Solomon Kane)
- 2012 – „Джон Картър“ (John Carter)
- 2013 – „Порочна кръв“ (Wicked Blood)

Телевизия
- 2000 – „Дон Кихот“ (Don Quixote)
- 2007 – „Франкенщайн“ (Frankenstein)
- 2005–2007 – „Рим“ (Rome)
- 2011 – „Камелот“ (Camelot)
- 2013–2015 – „Последователите“ (The Following)